# Dean Parks
Dean Parks (Fort Worth, 17 marzo 1947) è un chitarrista statunitense.

## Biografia
Dean Parks è un chitarrista proveniente da Los Angeles, è un famoso turnista ed è noto per la grande classe e la raffinata tecnica che vanta in fatto di strumenti a corde. È sposato con la musicista Carol Parks, dalla quale ha avuto due figlie, Acacia ed Amanda.
Dean Parks ha collaborato, sia in studio che dal vivo, con artisti di grande calibro tra cui ricordiamo America, Joan Baez, Bee Gees, Crosby Stills Nash and Young, Jackson Browne, Michael Bublé, Ray Charles, Cher, Joe Cocker, John Denver, Aretha Franklin, Art Garfunkel, Michael Jackson, Whitney Houston, Tracy Chapman. Tra i cantanti italiani citiamo Vasco Rossi, Simone Borghi e soprattutto Alberto Fortis con cui ha suonato nell'album La grande grotta del 1981.
Tuttora in attività Dean Parks collabora stabilmente con David Crosby e Graham Nash nei dischi e nelle tournée dal vivo. Nel 2006 ha suonato la pedal steel guitar nel singolo No ocean to divide del gruppo italiano West&Coast, al quale hanno preso parte anche Vinnie Colaiuta (batteria), Tony Levin (basso) e James Raymond (piano).